# Karoline Käferová
Karoline Käferová (31. října 1954 – 11. března či před 11. březnem 2023) byla rakouská atletka, běžkyně, která se věnovala hladké čtvrtce. Získala dvě bronzové a jednu stříbrnou medaili na halovém mistrovství Evropy.
V roce 1974 doběhla na mistrovství Evropy v Římě ve finále na šestém místě. Reprezentovala na letních olympijských hrách v Mnichově 1972 a na olympiádě v Moskvě 1980.